# Гідрогеологічний цикл
Гідрогеологічний цикл — етап гідрогеологічної історії певного району, або водоносного комплексу, за який седиментаційні води (під час трансгресії) змінюються інфільтраційними (під час регресії).

## Етапи
Загалом гідрогеологічний цикл складається з двох головних етапів. Їхнє співвідношення в часі може бути різним і значною мірою визначати гідрогеологічні умови різних гідрогеологічних комплексів басейнів та мегабасейнів.
Седиментаційний (елізійний) етап — перша частина гідрогеологічного циклу, коли утворюються седиментаційні води. Він починається з часу тектонічного занурення і трансгресії території. У цей час переважає елізійний водообмін та формуються ексфільтраційні водонапірні системи. Седиментаційний етап завершується, коли на значній частині площі району, зайнятого басейном седиментації, відбувається тектонічне підняття, регресія і починається руйнування гірських порід.
Інфільтраційний етап — частина гідрогеологічного циклу, під час якої утворюються інфільтраційні води, які поступово витісняють седиментаційні. Тектонічне занурення змінюється підняттям і початком денудаційних процесів. Інфільтраційний етап завершується, коли нова трансгресія захоплює наземні виходи водоносних порід і починається нагромадження молодих відкладів. У цей час переважає інфільтраційний водообмін та поступове переродження елізійних водонапірних систем в інфільтраційні. Із завершенням цього етапу завершується і весь гідрогеологічний цикл.
Принципова схема циклу може ускладнюватись подрібненням гідрогеологічного району на менші зони зі своїм відмінним ходом процесів. Коли на одних продовжується ще перший етап, а інші вже перейшли в другий, або завершили один цикл і розпочали новий.